# Sanami Matoh
Sanami Matoh (japanisch 真東 砂波 Matō Sanami; * 29. Mai 1969 in Ōita, Japan) ist eine japanische Mangaka. Sie debütierte 1990 mit Tenshi no Soba, veröffentlicht von Akita Shoten. Ihr erfolgreichstes Werk ist Fake, das als einziges auch ins Deutsche übersetzt wurde.

## Bibliografie
- Tenshi no Soba (天使の傍, 1990)
- Pengin no Ōsama (ペンギンの王様, 1992, 3 Bände)
- Be-ing (1993, 3 Bände)
- Fake (1994, 7 Bände)
- Black × Blood (1995, 2 Bände)
- Ra-I (ライ, 1995)
- Sakura no Furu Yoru (桜の降る夜, 1994)
- Ten Ryū (天龍, 1996, 6 Bände)
- Full Moon ni Sasayaite (1998, 2 Bände)
- Yo-u (妖 -YO U-, 2000, 3 Bände)
- Access-B (2001)
- Trash (2004)
- At Full Moon (2008)
- GURI + GURA (2014, 2 Bände)

Artbooks
- Sanami Matoh: Color (2001) zu u. a. den Serien Fake und Full Moon ni Sasayaite, mit Begleitbuch Monotone, das eine Kurzgeschichte zu Fake enthält[1]

- Color Sanami Matoh illustration collection (2001)